# سیکو نیاکات
سیکو نیاکات (انگلیسی: Sikou Niakaté؛ زادهٔ ۱۰ ژوئیهٔ ۱۹۹۹) بازیکن فوتبال اهل فرانسه است که در پست مدافع بازی می‌کند.
از باشگاه‌هایی که در آن بازی کرده‌است می‌توان به باشگاه فوتبال گنگام اشاره کرد.
وی همچنین در تیم ملی فوتبال زیر ۱۹ سال فرانسه بازی کرده‌است.